# A hagyaték
A hagyaték Heinrich Böll Irodalmi Nobel-díjas német író regénye. Noha a regény 1948-ban íródott, sokáig kiadatlan maradt. Az 1981-ben megtalált kéziratot egy évvel később jelentették meg először nyomtatásban. Magyarországon a Magvető Könyvkiadó Rakéta Regénytár sorozatában jelent meg 1984-ben.
A regény egy második világháborúból hazatért német katona fiktív visszaemlékezése, Böll számos saját élményét dolgozta bele a szövegbe. A regény egyes szám első személyben íródó elbeszélése Schelling főhadnagy öccsének szóló visszaemlékezés a főhadnaggyal való kapcsolatáról és annak haláláról.
|  | Alább a cselekmény részletei következnek! |

## Kerettörténet
A mű kerettörténetében az elbeszélő, Wenk megszólítja Schelling főhadnagy húszéves öccsét, és elmondja, látta bátyjának volt iskolatársát és szomszédját, Schneckert, amint menyasszonyával fagylaltozik. Elmondja, az élmény hatására hogy kötelességének érzi, hogy tájékoztassa őt bátyja haláláról, s arról, bátyja gyilkosa Schnecker.

## Franciaország
A történet első része Franciaországban, Normandia északnyugati részén a tenger mellett játszódik 1943 nyarán. Itt ismerkedik meg az elbeszélő Párizsból való áthelyezése után Schelling főhadnaggyal, akivel hamar kölcsönös szimpátia alakul ki. Az idegeiket próbára tevő várakozásban telnek a napok, a tenger felé kiépített védvonalon állandó készenlétben állnak és gyakorlatoznak. Wenk és Schelling négyszemközt nyugodtan beszélnek a háború és annak céljai értelmetlenségéről, a hitleri személyi kultusz visszásságairól. Schellinget váratlanul előléptetik, s a parancsnoki támaszpontra költöznek. Itt néhány nap után megjelenik Schnecker főhadnagy, aki a hatalomhoz való lojalitást kéri számon Schellingen. A két főhadnagy parázs vitáját Wenk az ablak alatt hallgatja végig, s másnap – sejtvén, hogy pár napon belül újabb áthelyezésre kerülhet sor – még nyíltabban beszélget a parancsnok és személyes beosztottja. Schelling elmeséli, régóta bosszantja, hogy a katonák ellátmányából lopnak, hogy ha grammokkal is, de minden alkalommal megrövidítik azok ételadagját, akik fizikai erejére számítani kell. Hiába jelezte rendszeresen jelentéseiben ezeket a visszásságokat, csak felettesei és kollégái (többek között Schnecker) ellenérzését váltotta ki vele, akik szintén érdekeltek voltak a lopásokban. Másnap valóban áthelyezik őket: útnak indul a hadtest Oroszország felé.

## Oroszország
A történet második része 1943 őszén játszódik az orosz fronton. Megérkezésük után azonnal a tűzvonalba irányítják a csapatot, s első éjjel Schelling vezetésével visszavernek egy támadást. A front azonban tarthatatlan, néhány nap és súlyos veszteségekkel járó összecsapás után az arcvonalat átrendezik, s egy estére a csapat hátra kerül a front mögötti faluba. Este Schelling minden katonájának szolgálatmentességet ad, hogy pihenni tudjanak. Ekkor Schnecker, aki mindaddig a fronttól biztonságos távolban tartotta magát, újabb szóváltásba keveredik Schellinggel. Részegen közli, hogy kitüntetést adnak neki hősiességéért, ezért menjen az emeleti társalgóba. Amikor Schelling nem sokkal később felér, a részegen tomboló Schneckert látja, amint üres üveggel a kezében indul újabb innivalóért. Schnecker riadót kiált, hogy így ébressze fel a konyhafőnököt, Schelling katonái nyugodt éjszakája miatt megpróbálja lefogni. Ekkor Schnecker előveszi fegyverét, és egyszerűen lelövi Schellinget. A döbbent pillanat után Wenk megpróbálja elkapni a menekülő Schneckert, a jelenetet a falura váratlanul lecsapó orosz tankok támadása szakítja meg, melynek következtében mindenki menekülni kezd, Wenk pedig szem elől téveszti Schneckert.
|  | Itt a vége a cselekmény részletezésének! |

## Magyar fordítás
- A hagyaték; fordította: Bor Ambrus; Magvető, Budapest, 1984 (Rakéta Regénytár)